# Лохос
Ло́хос (дав.-гр. λόχος, досл. «засідка») — назва військових підрозділів піхотинців в античних арміях. У сучасній грецькій мові слово «лохос» означає роту. Начальник лохосу йменувався лохаг (капітан), мав під командою 4 пентікостерів («п'ятидесятників») та 16 еномотархів.
У лакедемонян лохосом називався підрозділ чисельністю 512 осіб, що поділявся на 4 пентікостії (128 осіб) та на 16 еномотій (4 особи по фронту та 8 у глибину = 32 особи). Кожен з округів (мора) виставляв 4 лохоси, з них 2 з людей цілком боєздатних і 2 — наймолодших і підстаркуватих громадян, що призначались переважно для оборони міст (резерв). Якщо у похід виступав сам полемарх, начальник мори, то він командував лохосом 1-го призиву, а лохаг ставав його помічником. Кінний лохос складався з 300 вершників.
У грецьких найманих дружинах лохос складався зі 100 осіб. Група лохосів утворювала фалангу.
У македонян лохосом називався один ряд у 16 осіб глибиною. Передній його чоловік (лохаг) керував лохосом, а задній (ураг) спостергав за порядком. Лохос поділявся у глибину на 2 димірії й на 4 еномотії (по 4 особи).
У карфагенян лохос був особливим загоном при особі полководця з найбільш знатних нубійців під назвою священного лохоса. Такий же лохос зустрічається у фіванців у IV столітті до н. е.
Від дав.-гр. λόχος походить і медичний термін «лохії» — оскільки окрім значення «засідка», «загін», це слово мало також значення «пологи» (його виводять від пра-і.є. *legh- — «лежати»).